# كمال التواتي
كمال التواتي ممثل تونسي يعمل في المسرح والسينما. يعد من بين الأكثر شعبية في تونس خاصة من خلال السلسلة التلفزيونية الرمضانية الأكثر رواجا شوفلي حل.

## الأعمال التلفزية
- 1992: مراسل خاص جدا (مسلسل إيطالي): العطار
- 1995-2000: إضحك للدنيا : عبد الرزاق (رزوڨة)
- 1997: باب الخوخة للمخرج عبد الجبار البحوري: محسن
- 2001: هيركيول بوارو: رجل القرفصاء
- 2003: عند عزيّز للمخرج صلاح الدين الصيد: عزيّز
- 2004: لوتيل للمخرج صلاح الدين الصيد: الشريف التونسي
- 2009-2005: شوفلي حل للمخرج صلاح الدين الصيد: الدكنور سليمان لبيض
- 2010: دار الخلاعة للمخرج أحمد رجب: كريّم
- 2012: دار الوزير للمخرج صلاح الدين الصيد: اسماعيل بوريڨة
- 2014: طالع هابط للمخرج مجدي السميري: عمّار
- 2017-2015: بوليس.. حالة عادية للمخرج مجدي السميري: رشيد
- 2018-2015: نسيبتي العزيزة للمخرج صلاح الدين الصيد: الخال عزّوز
- 2015: امبولانص للمخرج الأسعد الوسلاتي: ماجد
- 2016: امبوتياج : مرشد
- 2018: إلّي ليك ليك للمخرج قيس شقير: فرحات الغربي
- 2019: زنقة الباشا للمخرج نجيب مناصرية: محمود الباشا
- 2020: النوبة (الجزء2) للمخرج عبد الحميد بوشناق: عُمران براداريس
- 2021-2022: الفوندو للمخرجة سوسن الجمني: المرّوكي
- 2023: الكابتن ماجد للمخرج محمد علي ميهوب: عبد الماجد
- 2023: سبق الخير للمخرج قيس شقير: رئيس الحكومة
- 2024: سوبر تونسي للمخرج قيس شقير: رئيس الحكومة

## الأعمال السنمائية
- 1974: رسائل من سجنان للمخرج عبد اللطيف بن عمار
- 1986: الكأس للمخرج محمد دمق: راشد
- 1990: فيلم عصفور السطح للمخرج فريد بوغدير: الحلاق
- 1991: فيلم شيشخان
- 1992: غبار الألماس للمخرجين محمود بن محمود وفاضل الجعايبي
- 1992: يا سلطان المدينة للمخرج المنصف ذويب: سرجان
- 1992: دعوة مميزة جدا: العطار
- 1994: صمت القصور للمخرجة مفيدة التلاتلي: حسين
- 1995: مدام باترفلي للمخرج فريدريك ميتيران: عم ياكوسيداي
- 1996: السحر للمخرج عز الدين المليتي: والد سيزار
- 1997: المرأة التونسية للمخرج النوري بوزيد: صلاح
- 1998: الوليمة للمخرج محمد دمق
- 1998: يا أبيض يا أسود للمخرج أنور بن عيسى
- 2008: شوفلي حل للمخرج عبد القادر الجربي: الدكتور سليمان الأبيض
- 2014: يوم بلا إمرأة للمخرجة نجوى سلامة
- 2019: قبل ما يفوت الفوت للمخرج مجدي لخضر: حسان
- 2021: فريدة
- 2021: بسكلات: الأب
- 2023: سبق الخير للمخرج قيس شقير: رئيس الحكومة
- 2024: سوبر تونسي للمخرج قيس شقير: رئيس الحكومة
- 2025: بوليس للمخرج مجدي السميري: رشيد

## الأعمال المسرحية
- 1974: مسرحية الكرِّيطة
- 1993: مسرحية فاميليا، نص وإخراج الفاضل الجعايبي
- 1999: مسرحية ضد مجهول، نص وإخراج توفيق الجبالي
- 2004: مسرحية كلام الليل، نص وإخراج توفيق الجبالي
- 2015: مسرحية «وان مان شو» إن...عاش

## الإعلانات
- 2009: موقع إعلاني لـ GlobalNet
- 2011: موقع دعائي لماركة المارجرين التونسية Régina

## وصلات خارجية
- www.elaph.com

## روابط خارجية
- كمال التواتي على موقع IMDb (الإنجليزية)
- كمال التواتي على موقع قاعدة بيانات الأفلام العربية
- كمال التواتي على موقع ألو سيني (الفرنسية)
- كمال التواتي على موقع أول موفي (الإنجليزية)
- كمال التواتي على موقع قاعدة بيانات الفيلم (الإنجليزية)
- كمال التواتي على موقع كينوبويسك (الروسية)